# Biserica Sfânta Maria Magdalena din Sevilla
Biserica Sfânta Maria Magdalena din Sevilla (în spaniolă Iglesia de Santa María Magdalena) este un monument istoric și de arhitectură din Sevilla.

## Galerie de imagini

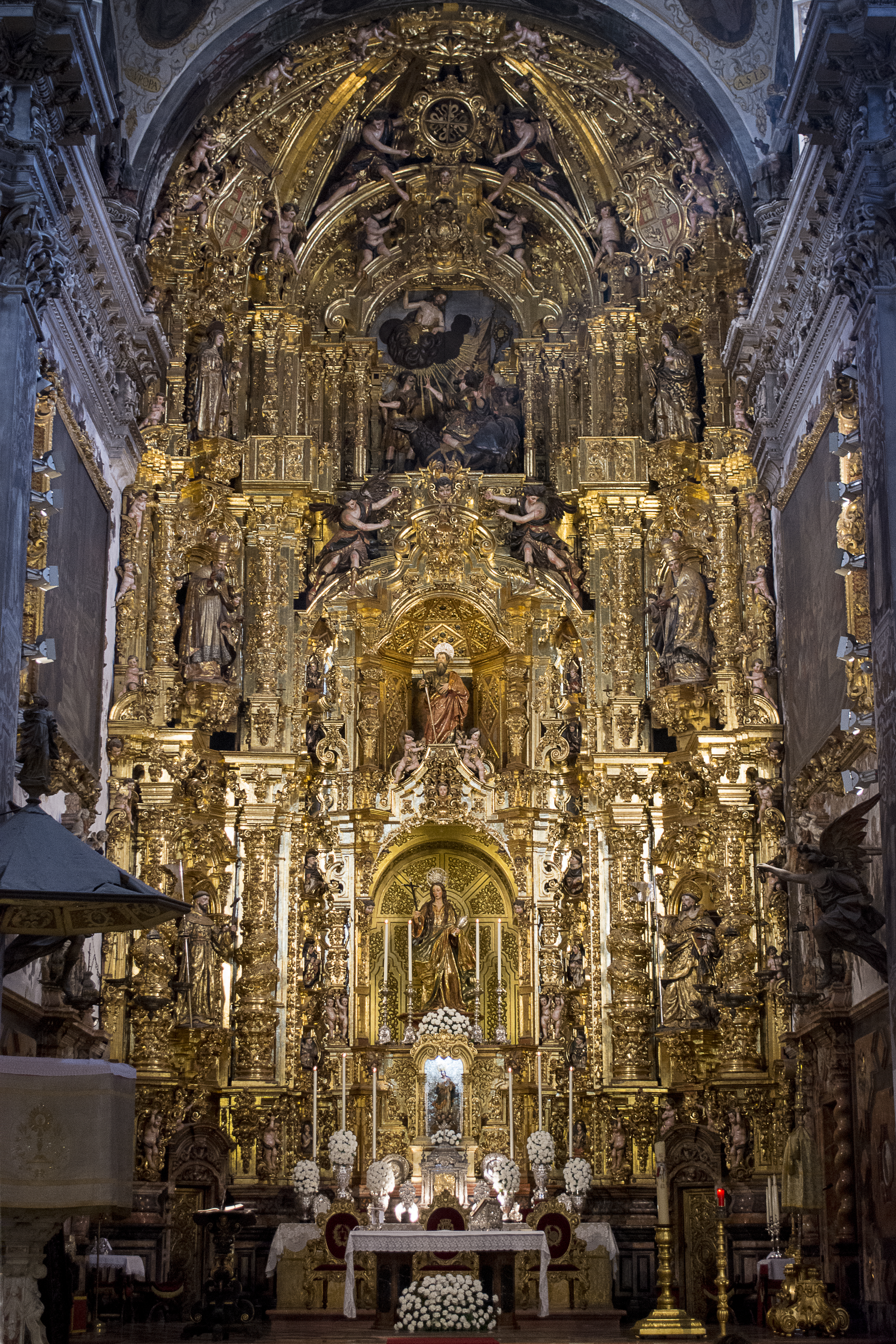
Altarul principal (secolul al XVIII-lea)